# Yohana Vaca
Yohana Paola Vaca Guzmán (Cotoca, Bolivia; 29 de julio de 1987) es una reina de belleza, modelo, ingeniera comercial y empresaria boliviana. 
Yohana Vaca nació el 29 de julio de 1987 en la localidad de Cotoca, en el Departamento de Santa Cruz. Comenzó sus estudios escolares en 1993, saliendo bachiller el año 2004 en su ciudad natal.
Fue Miss Litoral 2011 y Miss Bolivia Mundo 2011. En octubre de 2014 creó una organización de modelos denominada "Mujeres por Bolivia" afiliada al partido Movimiento al Socialismo (MAS-IPSP) de Evo Morales Ayma.
En 2003, con 15 años, fue elegida Reina Nacional de la Jalea. En 2010 fue Reina Nacional de la Caña y del Azúcar en Montero.
En 2011, a sus 24 años de edad, Vaca participó en el certamen del Miss Santa Cruz en el que fue elegida Miss Litoral 2011.
Con ese título, Vaca representó al Departamento de Santa Cruz en el certamen Miss Bolivia 2011 en el que logra la corona. Consiguió el segundo lugar en el  Miss Bolivia Mundo 2011, lo que le permitió participar en Miss Mundo 2011 en Londres, Inglaterra. Un año después fue elegida Reina Panamericana 2012.
La alcaldía y el concejo municipal de Cotoca declararon a Yohana Vaca ciudadana ilustre del municipio.
En diciembre de 2013 contrajo matrimonio con el abogado Rolando Salvatierra con el cual tuvo a su primera hija en el año 2015, a sus 28 años.
En junio de 2013 se difundió en las redes sociales un video el en que aparecía Yohana con un cliente. Las demás misses de Bolivia manifestaron su rechazo a la difusión del vídeo íntimo y su apoyo a Yohana. Semanas después Yohana Vaca declaró:

Gracias Diosito por todo lo bueno y lo malo que me das en esta vida. Gracias también por la gente que no me quiere. Hoy estoy mejor que nunca fortalecida, feliz y viviendo la mejor etapa de mi vida.
Miss Bolivia Mundo 2011 Yohana Vaca, (22 de julio de 2013).